# درآمد خانوار
درآمد خانوار (انگلیسی: Household income) واحدی برای اندازه‌گیری مجموع درآمد اعضای یک خانوار (افرادی که در یک خانه به‌طور ثابت زندگی می‌کنند) است، که شامل گونه‌های مختلف درآمد مانند حقوق، دستمزد، انواع برنامه‌های کمکی تغذیه الحاقی و سود سرمایه‌گذاری می‌باشد.